# Polymastia mamillaris
Polymastia mamillaris – gatunek gąbki z gromady gąbek pospolitych należący do rodziny  Polymastiidae. Są barwy brązowej. Kolonia pokryta jest regularnymi wyrostkami przypominającymi zęby. Wielkość poprzeczna około 50 cm. Grubość około 25 mm. Rosną na płaskich skałach w zatokach.
Występuje u wybrzeży Afryki na terenie RPA.